# Seznam kulturních památek v Budišově nad Budišovkou
Tento seznam nemovitých kulturních památek ve městě Budišov nad Budišovkou v okrese Opava vychází z  Ústředního seznamu kulturních památek ČR, který na základě zákona č. 20/1987 Sb., o státní památkové péči, vede Národní památkový ústav jako ústřední organizace státní památkové péče. Údaje jsou průběžně upřesňovány, přesto mohou obsahovat i řadu věcných a formálních chyb a nepřesností či být neaktuální. 
Pokud byly některé části dotčeného území vyčleněny do samostatných seznamů, měly by být odkazy na tyto dílčí seznamy uvedeny v úvodu tohoto seznamu nebo v úvodu příslušné sekce seznamu.

## Budišov nad Budišovkou
|  | Kategorie „Stone bridge in Budišov nad Budišovkou “ na Wikimedia Commons | Hledat fotografie a kategorie ve Wikimedia Commons podle rejstříkového čísla památky | Nahrát snímek k tomuto tématu do úložiště Wikimedia Commons |  |

|  | Kategorie „Muzeum břidlice “ na Wikimedia Commons | Hledat fotografie a kategorie ve Wikimedia Commons podle rejstříkového čísla památky | Nahrát snímek k tomuto tématu do úložiště Wikimedia Commons |  |

|  | Kategorie „Church of the Assumption of the Virgin Mary (Budišov nad Budišovkou) “ na Wikimedia Commons | Hledat fotografie a kategorie ve Wikimedia Commons podle rejstříkového čísla památky | Nahrát snímek k tomuto tématu do úložiště Wikimedia Commons |  |

|  |  | Hledat fotografie a kategorie ve Wikimedia Commons podle rejstříkového čísla památky | Nahrát snímek k tomuto tématu do úložiště Wikimedia Commons |  |

|  |  | Hledat fotografie a kategorie ve Wikimedia Commons podle rejstříkového čísla památky | Nahrát snímek k tomuto tématu do úložiště Wikimedia Commons |  |

|  | Kategorie „Cemetery in Budišov nad Budišovkou “ na Wikimedia Commons | Hledat fotografie a kategorie ve Wikimedia Commons podle rejstříkového čísla památky | Nahrát snímek k tomuto tématu do úložiště Wikimedia Commons |  |

|  | Kategorie „Wayside cross in Budišov nad Budišovkou “ na Wikimedia Commons | Hledat fotografie a kategorie ve Wikimedia Commons podle rejstříkového čísla památky | Nahrát snímek k tomuto tématu do úložiště Wikimedia Commons |  |

|  | Kategorie „Monument in Dukelská street (Budišov nad Budišovkou) “ na Wikimedia Commons | Hledat fotografie a kategorie ve Wikimedia Commons podle rejstříkového čísla památky | Nahrát snímek k tomuto tématu do úložiště Wikimedia Commons |  |

|  | Kategorie „Vildštejn Castle (Opava District) “ na Wikimedia Commons | Hledat fotografie a kategorie ve Wikimedia Commons podle rejstříkového čísla památky | Nahrát snímek k tomuto tématu do úložiště Wikimedia Commons |  |

## Dolní Guntramovice
|  | Kategorie „Church of Saint James the Greater (Guntramovice) “ na Wikimedia Commons | Hledat fotografie a kategorie ve Wikimedia Commons podle rejstříkového čísla památky | Nahrát snímek k tomuto tématu do úložiště Wikimedia Commons |  |

|  |  | Hledat fotografie a kategorie ve Wikimedia Commons podle rejstříkového čísla památky | Nahrát snímek k tomuto tématu do úložiště Wikimedia Commons |  |

## Podlesí
| Památka                 | Fotografie        | Rejstříkové číslo v ÚSKP                                                             | Sídelní útvar                                               | Poloha                                                                              | Popis a poznámky |
| ----------------------- | ----------------- | ------------------------------------------------------------------------------------ | ----------------------------------------------------------- | ----------------------------------------------------------------------------------- | --- |
| Smírčí kříž (Q38048824) | \| \| \| \| \| \| | 21382/8-3071 Pam. katalog MIS                                                        | Podlesí                                                     | ve svahu u čp. 126 ve středu vsi, pp. 2268/29 49°46′1,64″ s. š., 17°35′11,24″ v. d. | Smírčí kříž ze 16.–17. století, z hrubozrného pískovce, zčásti zapuštěný v zemi. Památkově chráněno od 28. března 1990. |
|                         |                   | Hledat fotografie a kategorie ve Wikimedia Commons podle rejstříkového čísla památky | Nahrát snímek k tomuto tématu do úložiště Wikimedia Commons |                                                                                     | |

## Staré Oldřůvky
| Památka                                           | Fotografie                                                                                     | Rejstříkové číslo v ÚSKP                                                             | Sídelní útvar                                               | Poloha                                                  | Popis a poznámky |
| ------------------------------------------------- | ---------------------------------------------------------------------------------------------- | ------------------------------------------------------------------------------------ | ----------------------------------------------------------- | ------------------------------------------------------- | --- |
| Kostel Navštívení Panny Marie s farou (Q38137880) | \| \| \| \| \| \|                                                                              | 25172/8-1477 Pam. katalog MIS                                                        | Staré Oldřůvky                                              | Staré Oldřůvky 13 49°45′40,48″ s. š., 17°38′6,95″ v. d. | Kostel Navštívení P. Marie: - kostel Navštívení Panny Marie, st. 92 - fara čp. 13, hospodářské budovy, st. 91 - st. 163 - ohradní zeď s dvěma branami, pp. 34/1 - zbytek ohradní zdi s branou, pp. 38 - zbytek ohradní zdi, pp. 39 - kaple, pp. 2228/1 · Zapsáno do státního seznamu před rokem 1988. |
|                                                   | Kategorie „Church of the Visitation of the Virgin Mary (Staré Oldřůvky) “ na Wikimedia Commons | Hledat fotografie a kategorie ve Wikimedia Commons podle rejstříkového čísla památky | Nahrát snímek k tomuto tématu do úložiště Wikimedia Commons |                                                         | |